# Australsecodes
Australsecodes is een geslacht van vliesvleugeligen uit de familie Eulophidae. De wetenschappelijke naam van dit geslacht is voor het eerst geldig gepubliceerd in 1928 door Girault.

## Soorten
Het geslacht Australsecodes omvat de volgende soorten:
- Australsecodes ater Girault, 1935
- Australsecodes bicolor (Girault, 1915)
- Australsecodes elachertiformis (De Santis, 1955)
- Australsecodes latiscapus Girault, 1929